# 노관현
노관현(1993년 10월 18일 ~ )은 전 KBO 리그 KIA 타이거즈의 내야수이다.

## SK 와이번스시절
2016년에 입단하였다.

## KIA 타이거즈시절
2017년 4월 7일 당시 SK 와이번스 소속이었던 그와 이명기, 최정민, 김민식, KIA 타이거즈 소속이었던 노수광, 윤정우, 이홍구, 이성우의 4:4 트레이드를 통해 입단하였다. 2017년 4월 25일 삼성 라이온즈와의 경기에 대타로 출전하며 데뷔 첫 경기를 치렀고, 경기에서 1타수 무안타를 기록했다. 2020년 10월 30일 군보류 자유계약선수로 풀려났다.

## 출신 학교
- 수영초등학교
- 대동중학교
- 개성고등학교
- 경희대학교

## 통산 기록
| 연도 | 팀명  | 타율  | 경기 | 타수 | 득점 | 안타 | 2루타 | 3루타 | 홈런 | 루타 | 타점 | 도루 | 도실 | 볼넷 | 사구 | 삼진 | 병살 | 실책 |
| ---- | ----- | ----- | ---- | ---- | ---- | ---- | ----- | ----- | ---- | ---- | ---- | ---- | ---- | ---- | ---- | ---- | ---- | ---- |
| 2017 | KIA   | 0.500 | 9    | 6    | 0    | 3    | 0     | 0     | 0    | 3    | 1    | 0    | 0    | 0    | 0    | 2    | 0    | 0    |
| 통산 | 1시즌 | 0.500 | 9    | 6    | 0    | 3    | 0     | 0     | 0    | 3    | 1    | 0    | 0    | 0    | 0    | 2    | 0    | 0    |